# Hadès (Rakete)
Hadès war die Bezeichnung einer nuklearfähigen Kurzstreckenrakete des französischen Heeres in der Zeit des Kalten Krieges.

## Entwicklung
1975 begannen Studien für den Ersatz der Pluton-Kurzstreckenrakete, basierend darauf wurde im Juli 1984 bei Aérospatiale (heute EADS) die Entwicklung begonnen, die 1992 abgeschlossen werden konnte. In dieser Zeit kürzte man die geplante Stückzahl von 120 Hadès auf 30 mit 15 Startfahrzeugen. Noch vor dem Ende der Entwicklung kam es 1991 zum Beschluss, das System Hadès nicht in Dienst zu stellen. Die bereits produzierten 20 bis 25 Lenkwaffen lagerten zunächst noch zusammen mit den Startfahrzeugen in einem Depot in Lunéville. 1996/97 wurden als ein Zugeständnis Frankreichs an das START-Abkommen zwischen den USA und Russland alle Hadès-Raketen verschrottet.

## Technik
Hadès war auf einem Sattelschlepper vom Typ Renault R380 installiert. Jedes Fahrzeug war mit zwei Hadès-Raketen bestückt. Damit waren die Startrampen hochmobil und schnell verlegbar. Es wurde eine minimale Reaktionszeit aus voller Fahrt – bis zum Raketenstart – von unter 10 Minuten erreicht. Die beiden Raketen konnten in einem Intervall von 30 Sekunden gestartet werden. Die Hadès wurde von einem hochenergetischen Feststofftreibsatz der Firma SNPE (heute Nexter Systems) angetrieben. Die Elektronik und die Trägheitsnavigationsplattform wurden von SAGEM entwickelt. Hadès erreichte eine maximale Schussdistanz von 450–480 km bei einer Brennschlussgeschwindigkeit von über 1250 m/s (4500 km/h). Das Apogäum lag hierbei bei 150 km. Die minimale Schussdistanz betrug 60 km. In Abhängigkeit zur Schussdistanz wurde einen Streukreisradius (CEP) von 100–200 m erreicht. Hades war mit einem TN-90-Nukleargefechtskopf bestückt. Dieser Gefechtskopf war so aufgebaut, dass vor dem Raketenstart eine Sprengkraft von 5, 20 oder 80 kT gewählt werden konnte. Der Gefechtskopf konnte in der Luft oder bei Bodenkontakt gezündet werden. Weiter war für die Hadès der TN-92-Gefechtskopf vorgesehen. Dies war ein Nukleargefechtskopf mit erhöhter Neutronenstrahlung.
Neben der Hadès mit Nukleargefechtskopf war auch eine Ausführung mit einem konventionellen Gefechtskopf angedacht. Diese Ausführung sollte wahlweise mit einem Splittergefechtskopf oder mit Bomblets (Submunition) bestückt werden können. Zusätzlich sollte ein GPS-Satellitennavigationssystem zum Einsatz kommen. Mit diesem sollte Hadès einen Streukreisradius (CEP) von 5–50 m erreichen. Die maximale Schussdistanz dieser Version lag bei 250 km. Diese Hadès-Ausführung verblieb in der Konzeptionsphase und wurde nicht entwickelt.

## Kritik aus deutscher Sicht
Das Konzept der Hadès-Rakete stieß unmittelbar mit Bekanntwerden der geringen Reichweite von nur 480 km auf massive Kritik in der deutschen Regierung und Öffentlichkeit: Die 120 geplanten Raketen konnten ihre Nukleargefechtsköpfe im Einsatzfall nur bis auf deutsches Gebiet tragen, maximal bis zur polnischen oder tschechoslowakischen Westgrenze. Deutschland wäre also möglicherweise im Einsatzfall zu einem nuklearen Schlachtfeld vor Frankreich geworden.